# Mundus maris

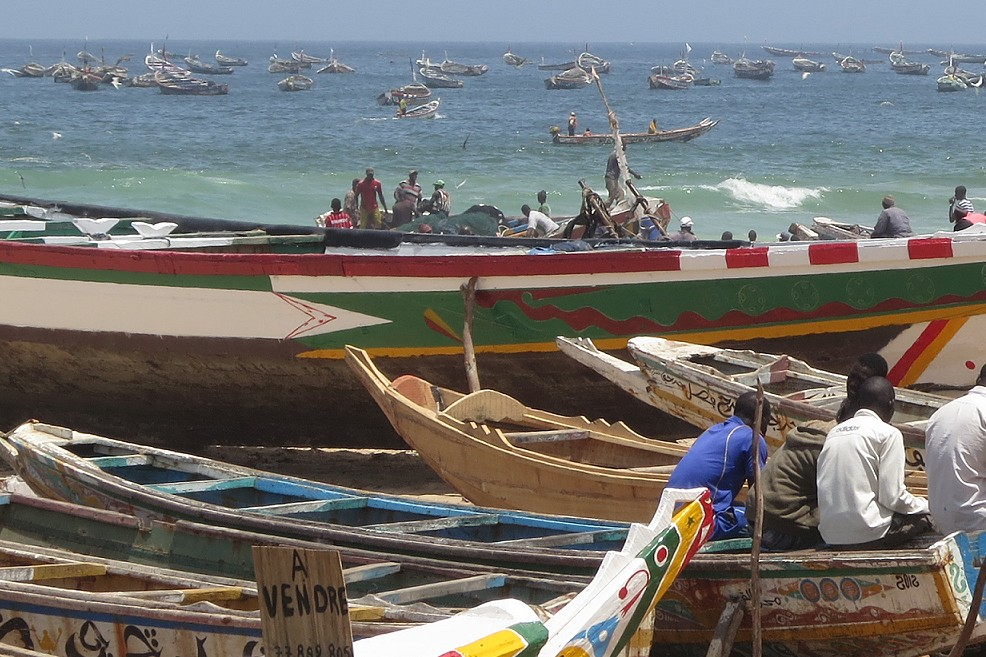
Fischerei-Hafen in Hann in Senegal

Die Organisation Mundus maris – Sciences and Arts for Sustainability (Wissenschaften und Künste im Dienst der Nachhaltigkeit, Mundus maris asbl) setzt sich für die Gesundung, den Schutz und die nachhaltige Nutzung der Weltmeere ein.
Mundus maris (lateinisch für „Meereswelt“) ist eine international besetzte Bildungs- und Forschungsorganisation mit Sitz in Belgien. Die Non-Profit-Organisation (NPO) wurde 2010 in Brüssel von einer Gruppe von Wissenschaftlern, Pädagogen, Künstlern und engagierten Bürgern aus verschiedenen europäischen und afrikanischen Ländern gegründet.
Mundus maris unterstützt die nachhaltige Nutzung der Weltmeere und Küstenregionen. Sie fördert den effektiven Schutz ausgewiesener Meeresschutzzonen zur Regenerierung der Meeresökosysteme unter Beteiligung handwerklicher Fischer, da regenerierte Systeme mit weniger Aufwand hohe Dauererträge ermöglichen.

## Forschung und Recherchen zu aquatischen Ökosystemen
Mundus maris arbeitet mit Universitäten, Forschungseinrichtungen und zivilgesellschaftlichen Organisationen in verschiedenen Teilen der Welt zusammen. Sie stellen relevante Informationen über aquatische Ökosysteme mit ihrer biologischen und kulturellen Vielfalt zusammen. Sie bereitet die wissenschaftliche Ergebnisse zu Meeresumweltproblemen und den Auswirkungen menschlicher Aktivitäten auf den Ozean, wie Überfischung, Verschmutzung und globale Erwärmung allgemeinverständlich auf.
Mundus maris kooperiert mit internationalen Organisationen wie der globalen Forschungsplattform Too Small To Ignore, die handwerkliche Fischereien untersucht und nimmt an den UN Communities of Ocean Actions (COAs) teil, die die Umsetzung der Nachhaltigkeitsziele mit konkreten Engagements vorantreiben. Es geht immer auch darum, Meerespolitiken zu entwickeln und umzusetzen, die auf fundierten wissenschaftlichen Erkenntnissen beruhen. Mundus maris stellt dazu auf ihrer Internetseite Online-Ressourcen zur Verfügung
Die UNESCO nennt das ocean literacy.

## Öffentlichkeitsarbeit, Workshops, Ozeantag, Messen
Mundus maris hält vor internationalen Gremien Vorträge z. B. am alljährlichen Welttag der Ozeane, der jährlich am 8. Juni auf drei Kontinenten parallel stattfindet.
Neben ihrer Forschungs- und Politikarbeit führt Mundus maris auch Bildungsprogramme für Schüler und Lehrer durch, darunter Workshops, Exkursionen und Öffentlichkeitsarbeit mit Schwerpunkt auf besonderen Anlässen. Dazu gehört der alljährlichen Weltozeantag (8. Juni), der mit Partnern in mehreren Ländern und vielfältigen Aktivitäten begangen wird, sowie dem Weltfischereitag (21. November). Die Themen werden in Diskussionsveranstaltungen, Konzerten oder Rollenspielen thematisiert.

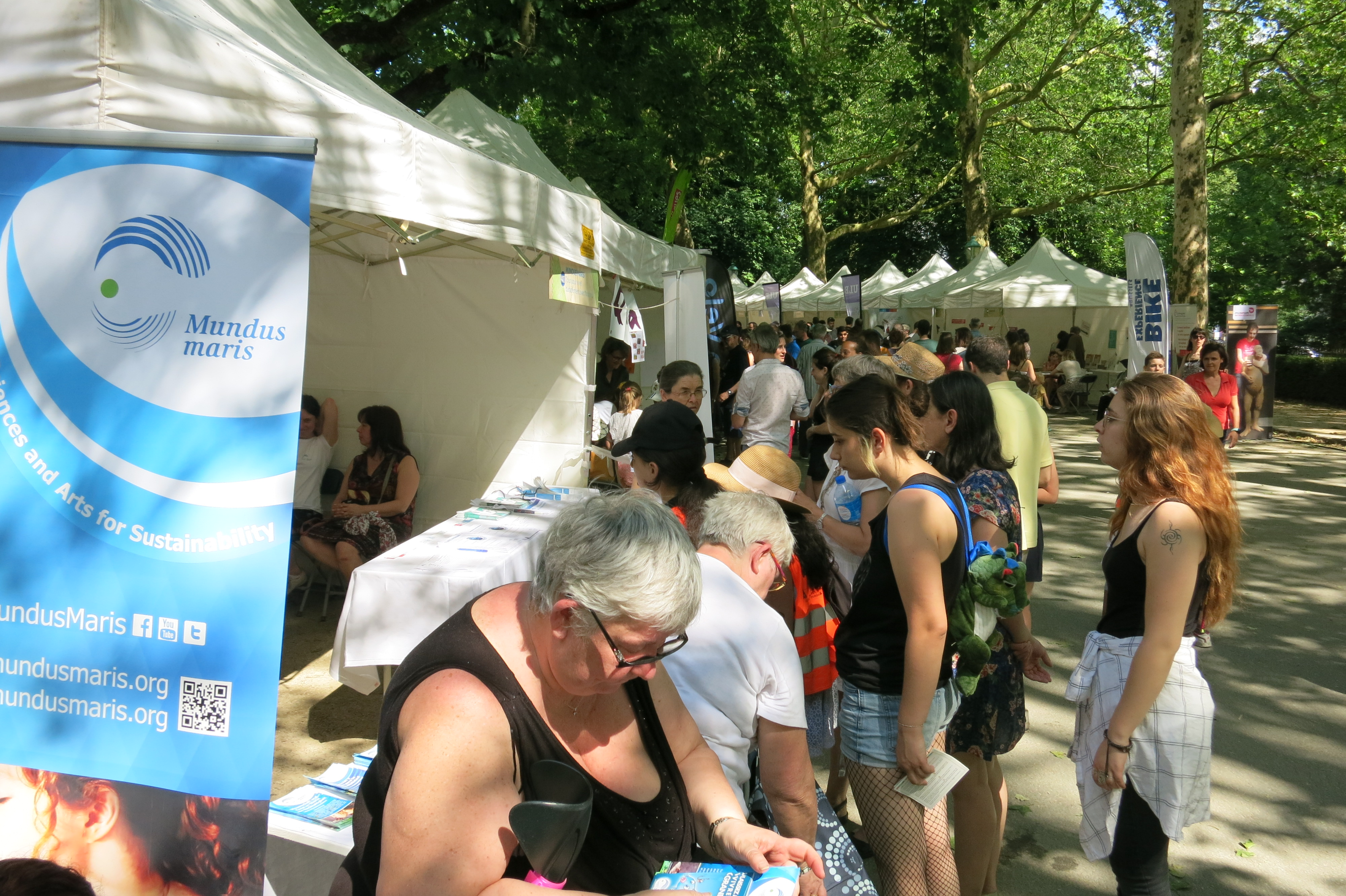
Andrang beim Ozeanquiz am Infostand von Mundus maris, Umweltfest Brüssel 2019

Mundus maris veranschaulicht in Deutschland im Januar auf der Messe boot in Düsseldorf
die Themen mit Ozeanquiz und Fischlautequiz.
Diese Programme zielen darauf ab, das Verständnis des Ozeans und seiner Rolle im globalen Klima- und Ökosystem zu verbessern und die Menschen zu inspirieren, konkrete Maßnahmen zum Schutz des Ozeans und seiner Ressourcen zu ergreifen.

### Fish base Guide App
Mundus maris entwickelte zusammen mit Fair Fish International aus der Schweiz, Quantitative Aquatics (Q-quatics) in den Philippinen und der Sea Around Us Initiative an der University of British Columbia in Kanada eine FishBase Guide App für das Android (Betriebssystem), die wichtige Basisinformationen über Fische liefert.
Die Quelle ist fishbase.de – eine wissenschaftliche Datenbasis über alle 34.000 Fischarten der Welt.
Bei Eingabe eines Lokalnamens in einer von mehr als 180 Sprachen, gibt die App essentielle Informationen zurück. Die Infos, die bereitgestellt werden, sind: die Mindestgröße von Fischen, bei der sich der abgebildete Fisch zumindest einmal fortgepflanzt haben kann, optimale Größe (max. fish for ever) und Maximalgröße der Fischart, Empfindlichkeit gegen Überfischung und Klimawandel, Verbreitungsgebiet und Link zur Hauptquelle. Die App kann für die Sensibilisierung oder konkret beim Fischeinkauf eingesetzt werden. Die App ist im Google Play Store kostenlos herunterladbar.

### Internetseite und Newsletter
Auf der Internetseite von Mundus Maris sind in den Sprachen Deutsch, Englisch, Französisch, Italienisch und Spanisch ihre Projekte zu „Wissenschaft und Kunst für Nachhaltigkeit und Schutz der Meere“ zusammengefasst.
Aktivitäten werden im monatlichen Newsletter in Englisch veröffentlicht.

### Kampagnen

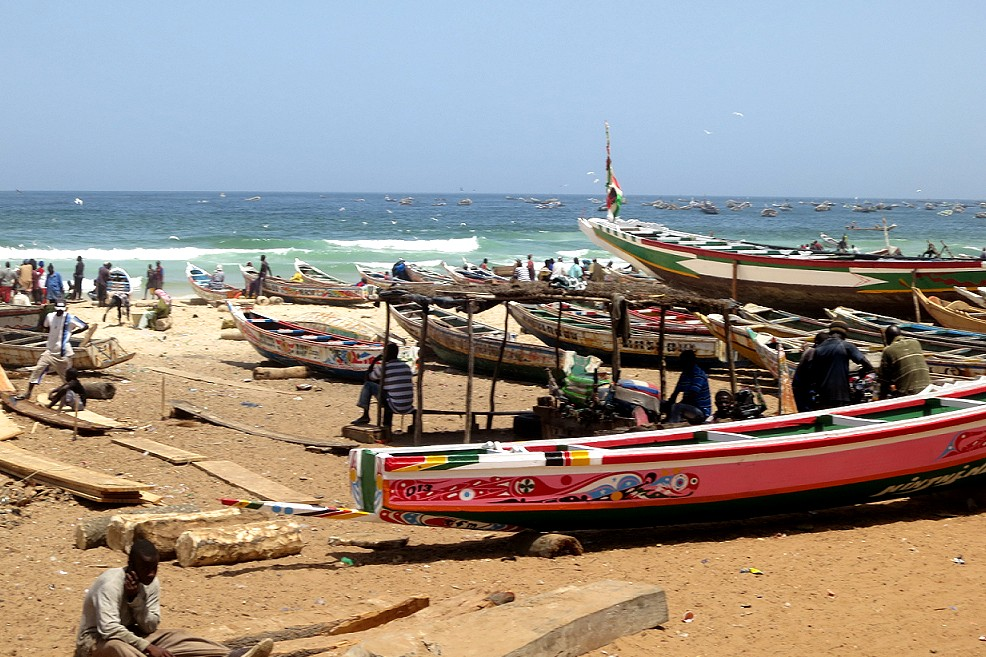
Nach dem Fischen, Rückkehr der Boote in den Fischerei-Hafen nach Hann in Senegal, 2013

In Kooperation mit über 90 Organisationen hat sich Mundus maris an der Kampagne „Stopp der Finanzierung der Überfischung“ beteiligt und trug dadurch dazu bei, dass die 12. Ministerkonferenz der Welthandelsorganisation (WTO) in Genf am 17. Juni 2022 ein „Fischereiabkommen“ beschlossen hat, das gewisse schädliche Fischereisubventionen verbietet und die Transparenz im Management erhöhen soll. Dieses Abkommen müssen nun mindestens 2/3 der 164 WTO Mitgliedsländer ratifizieren, damit es in Kraft treten kann. Mundus maris trägt auch mit lokalen Aktionen zum Beschluss und seiner Umsetzung bei.
Durch aktive Teilnahme von Mundus maris an breiten Kampagnen, z. B. zur Reform des Marine Stewardship Councils (MSC) und seiner Standards, soll verhindert werden, dass Betrüger zertifiziert und sogar ihnen noch das MSC-Siegel erteilt wird.

## Unterstützung der handwerklich Fischenden und ihrer Kultur
Handwerkliche Fischer setzen in der Regel schonende Fangmethoden ein. Mundus maris fördert und wertschätzt das soziale Kapital von Fischergemeinschaften und ihr Kulturerbe unter dem Gesichtspunkt nachhaltiger Beziehungen mit dem Meer und den Küsten – u. a. durch Ausstellungen und anderen Formen der Kommunikation zur Fischereiwissenschaft.
Mundus maris arbeitet auf der Plattform Rise Up for the Ocean mit und versucht dort, die Kluft zwischen Umweltschützern und Fischern zu verringern, denn zumindest mit den handwerklichen Fischern und Umweltschützern gibt es im Prinzip viele Gemeinsamkeiten.

### Akademie der handwerklichen Fischenden
Im Senegal wurde Ende 2018 eine Akademie der handwerklichen Fischenden mit der „empowerment-Methode“ zum schonenden Umgang mit dem Meer gegründet.
Die Teilnehmer lernen dort die Interessen ihres Lebens oder ihrer Gemeinschaften wieder autonom und selbstbestimmt zu vertreten („Hilfe zur Selbsthilfe“).
Mundus maris fokussiert in der Akademie auf die Wertschätzung lokalen Wissens und Erfahrung sowie auf die Entwicklung der Fähigkeiten der Fischenden durch Zugriff zu Wissen, das sie nicht in ihren Gemeinschaften parat haben. In den Workshops in Lokalsprache wird unter anderem über die internationalen Richtlinien der Sicherstellung einer nachhaltigen, handwerklichen Fischerei und die verbindlichen Gesetze informiert und nach kritischer Analyse diese praktisch umgesetzt.
Mundus maris sensibilisiert für die Geschlechtergleichstellung, damit die enorme Arbeits- und Managementleistung der Frauen, gewürdigt wird und zu besserer Zukunftsgestaltung und Einkommen der Familien führt.